# AOP (groupe)
Pour les articles homonymes, voir AOP.
AOP (abréviation de AndiOliPhilipp) est un groupe allemand de rock et punk rock, originaire de Bad Wimpfen.

## Histoire
Les trois musiciens nés en 1983, qui ont donné au groupe son nom initial, se rencontrent pendant leurs études au lycée Hohenstaufen de Bad Wimpfen, et se produisent depuis 1999 dans le groupe Spoilt, puis à partir de 2003 sous le nom de Die Spaßfraktion, en changeant de formation. Le groupe change de nom en 2008 pour devenir AndiOliPhilipp et enregistre son premier album Dein Radio. Avec leur premier single Mutter Theresa, présenté en décembre 2008, le groupe se classe en 2009 à la 4e place du MTVrookie de la chaîne musicale MTV. Le clip de leur deuxième single, un réenregistrement du titre de l'album Dein Radio, est diffusé de novembre 2009 à février 2010 dans l'émission de télévision hebdomadaire MTV Rockzone.
Dans le cadre du Coca-Cola Soundwave Discovery Tour, le groupe joue en octobre 2009 comme l'un des trois finalistes à Berlin à la porte de Brandebourg lors des festivités du jour de l'unité allemande devant plus de 500 000 spectateurs. En mars 2010, le groupe remporte le prix Play Live Bandförderpreis 2009 du Popbüro Baden-Württemberg à l'Académie européenne des médias et de l'événementiel à Baden-Baden. Par ailleurs, le groupe présente également un épisode du magazine musical Yagaloo. Outre des concerts essentiellement régionaux, le groupe participe en 2009 aux festivals Rock am Ring, Hurricane, Melt! et Highfield. En 2010, le groupe se produit notamment au Southside Festival.
Le 24 octobre 2011, il est annoncé que le batteur Andreas Huck quittait le groupe et qu'il serait remplacé par Sascha Sauerborn. Parallèlement, le groupe se rebaptise AOP, l'ancien nom AndiOliPhilipp étant conservé comme ajout au logo. En août 2013, le groupe annonce sa séparation pour la fin de l'année. Le concert d'adieu a lieu le 14 décembre 2013 dans leur ville natale de Bad Wimpfen. Le 21 novembre 2015, le groupe donne un concert à Bad Rappenau après deux ans de pause.
Le 17 juillet 2017, le groupe a fait son retour et présente son nouveau batteur Christian « Stukki » Stephan. En outre, le groupe annonce la sortie d'un album live qui devait être financé via Startnext. L'objectif de financement est atteint le 28 septembre 2017 et l'album live sort au printemps 2018. Depuis, le groupe ne se produit plus que sous le nom d'AOP et remplace également l'ancien nom du groupe par le nouveau sur toutes les sorties numériques.
Depuis avril 2020, il existe un podcast du groupe intitulé Die Punkrock-Polizei - Der AOP Podcast. Depuis septembre 2020, AOP travaille sur un nouvel album studio qui sort en juin 2021 sous le nom Von wegen Punkrock,.

## Discographie

### Albums studiio
- 2009 : Dein Radio
- 2011 : Deutschpunk.com
- 2018 : Vor ein paar Jahren – Live
- 2021 : Von wegen Punkrock

### Singles
- 2009 : Mutter Theresa
- Dein Radio